# Arbat
Az Arbat utca vagy Régi Arbat (oroszul: Старый Арбат) Moszkva egyik leghíresebb utcája, mely az Arbatszkaja tértől a Szmolenszkaja térig húzódik, mintegy 1,25 kilométer hosszan. Először 1439-ben említik, az egyik templomban történt tűzeset kapcsán. Az utca egy régi kereskedőnegyedben található, a 18. században vált népszerűvé az értelmiség körében, kávéházak nyíltak itt. Az 53-as szám alatt lakott egykoron Puskin a feleségével, a ház ma múzeum; de nem messze ettől az utcától élt Tolsztoj is. Az 1960-as években vele párhuzamosan megépült az „Új Arbat” (Kalinyin proszpekt; проспект Калинина – »Новый Арбат«), ami éles ellentéte a Régi Arbatnak  modernista beton-, acél-,  és üvegépületeivel. A közúti forgalom az Új Arbatra terelődött, ezért az 1980-as években a Régi Arbatot fokozatosan átalakították sétálóutcává, és hamarosan igazi turistalátványosság lett. Az utca nyugati végében magasodik a Külügyminisztérium impozáns épülete, a Hét nővér egyike.

## Megjelenése a kultúrában
- Itt játszódik Anatolij Ribakov Az Arbat gyermekei című regénye.
- Bulat Okudzsava: Dal az Arbatról

## Képek

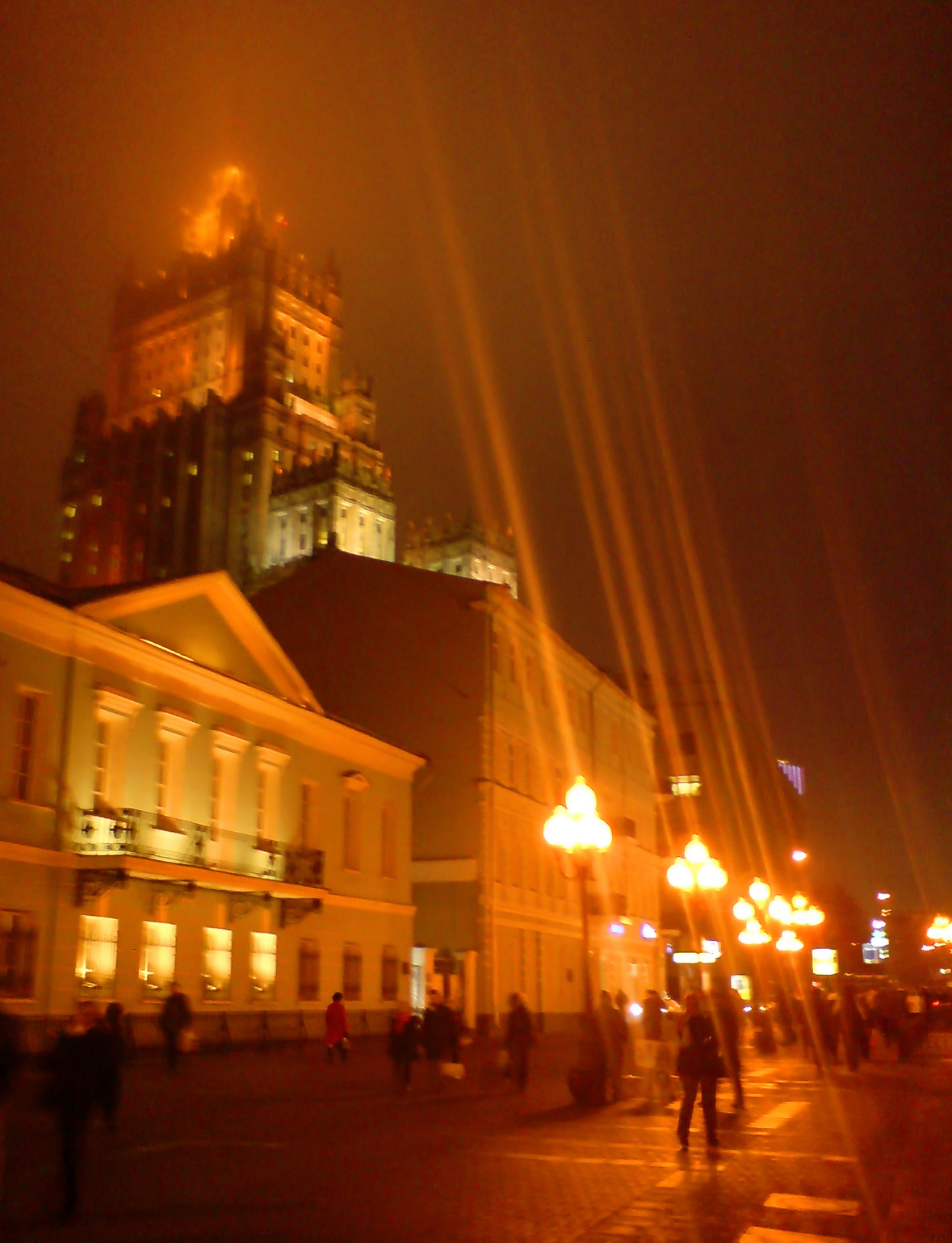
Az Arbat esti fényei
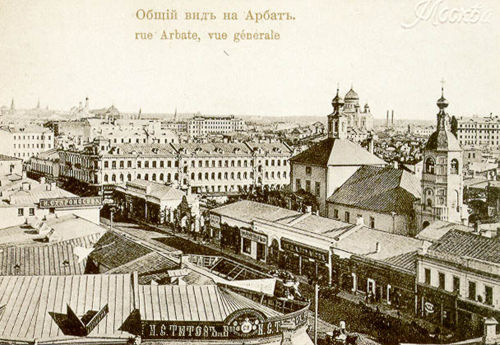
Az utca 1900 körül
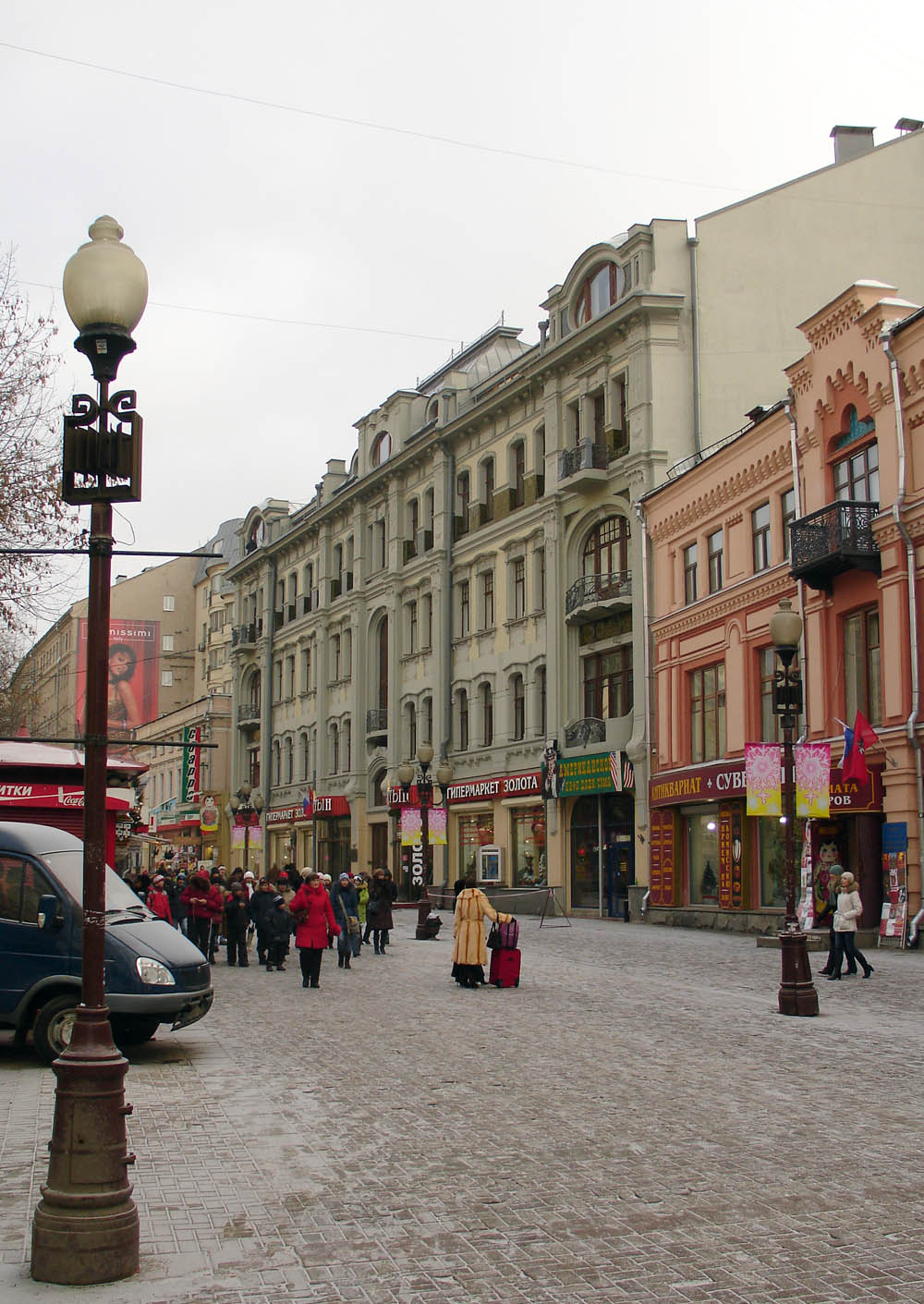
Az Arbat